# Michele Mara
Michele Mara (Busto Arsizio, 2 oktober 1903 - Milaan, 18 november 1986) was een Italiaans wielrenner.

## Belangrijkste overwinningen
1930
- 1e, 9e, 10e, 12e en 15e etappe Ronde van Italië
- 2e etappe GP Du Centenaire
- Milaan-San Remo
- Rome-Napels-Rome
- Ronde van Lombardije

1931
- 5e en 9e etappe Ronde van Italië

## Resultaten in voornaamste wedstrijden
| Jaar | Ronde van Italië | Ronde van Frankrijk | Ronde van Spanje |
| ---- | ---------------- | ------------------- | ---------------- |
| 1927 |                  |                     |                  |
| 1929 | 15e              | opgave              |                  |
| 1930 | 15e (5)          |                     |                  |
| 1931 | opgave (2)       |                     |                  |
| 1932 | 5e               |                     |                  |
| 1933 |                  |                     |                  |
| 1934 |                  |                     |                  |
| 1935 | opgave           |                     |                  |
| 1936 | opgave           |                     |                  |

| Jaar | Milaan-San Remo | Ronde van Lombardije |
| ---- | --------------- | -------------------- |
| 1927 |                 | 9e                   |
| 1929 |                 |                      |
| 1930 | ↑               | ↑                    |
| 1931 | 5e              | ↑                    |
| 1932 | ↑               | 6e                   |
| 1933 | 10e             | 13e                  |
| 1934 | 8e              |                      |